# بنجامين غورهام
بنجامين غورهام هو محامي وسياسي أمريكي، ولد في 13 فبراير 1775 في Charlestown, Boston ‏ في الولايات المتحدة، وتوفي في 27 سبتمبر 1855 في بوسطن في الولايات المتحدة. نشط حزبياً في الحزب الجمهوري الديمقراطي. وقد انتخب عضو مجلس نواب ماساتشوستس ‏ وانتخب عضو مجلس النواب الأمريكي ‏.